# Симістор

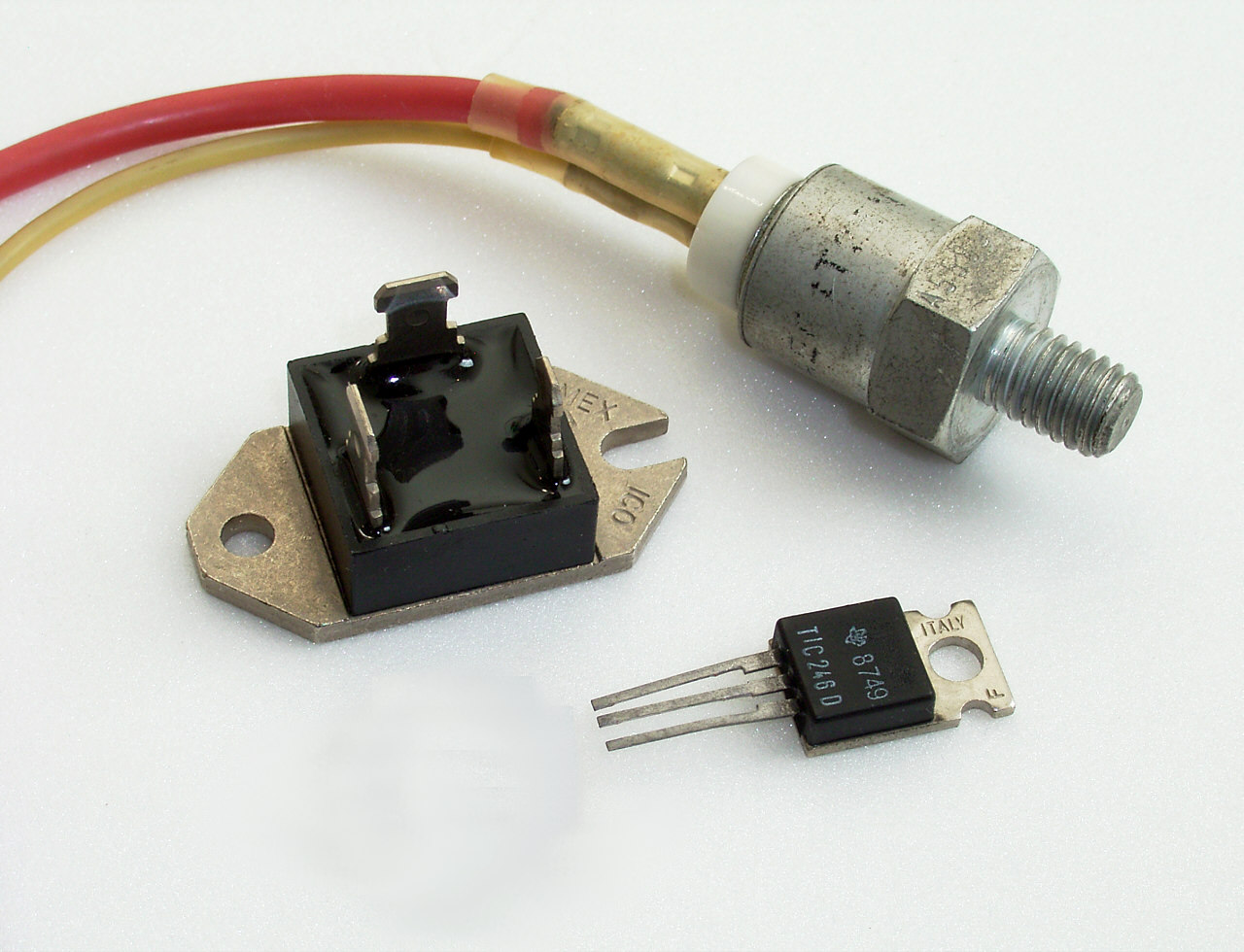
Сучасні симістори різних типів

Симістор (симетричний тріодний тиристор), семістор або тріак (від англ. TRIAC — triode for alternating current) — напівпровідниковий прилад, що є різновидом тиристора. Використовується для комутації в колах змінного струму. У електроніці часто розглядається як керований вимикач (ключ).

## Принцип роботи

Позначення симістора на електричних принципових схемах

На відміну від тиристора, що має катод і анод, основні (силові) виводи симістора не називають катодом чи анодом, оскільки в силу симетричної структури симістора вони є тим і іншим одночасно. Однак за способом включення відносно керуючого електрода основні виводи симістора розрізняються, причому має місце їх аналогія з катодом і анодом тиристора. На наведеному рисунку верхній за схемою вивід симістора називається умовним катодом, нижній — умовним анодом, вивід праворуч — керуючим електродом.
Для керування живленням навантаження основні електроди симістора підключають у коло послідовно з навантаженням. У закритому стані провідність симістора відсутня, живлення навантаження вимкнене. При подачі на керуючий електрод відпираючого сигналу між основними електродами симістора виникає провідність, живлення навантаження виявляється увімкненим. Характерно, що симістор у відкритому стані проводить струм в обох напрямках. Іншою особливістю симістора, як і інших тиристорів, є те, що для його утримання у відкритому стані немає необхідності постійно подавати сигнал на керуючий електрод (на відміну від транзистора). Симістор залишається відкритим, поки струм, що протікає через основні виводи,  перевищує деяку величину, звану струмом утримання. Звідси випливає, що вимкнення навантаження відбувається поблизу моментів часу, коли струм через основні електроди симістора змінює полярність і переходить через нуль (для навантаження, яке має лише активну складову, ці моменти збігаються в часі зі зміною полярності напруги в електромережі).

## Структура
Симістор має п'ятишарову структуру напівпровідника. Спрощено симістор можна представити у вигляді еквівалентної схеми з двох тріодних тиристорів, включених зустрічно-паралельно. Слід, однак, зауважити, що управління симістором відрізняється від керування двома зустрічно-паралельними тиристорами.

## Керування
Для відмикання симістора на його керуючий електрод подається напруга щодо умовного катода. Полярність керуючої напруги, як правило, повинна збігатися з полярністю напруги на умовному аноді. Тому часто використовується такий метод керування симістором, при якому сигнал на керуючий електрод подається з умовного анода через струмообмежувальні резистор і вимикач. Керувати симістором зручно, забезпечуючи вибір певної сили струму керуючого електрода, достатньої для відкривання симістора. Деякі типи симісторів можуть відпиратися сигналом будь-якої полярності, хоча при цьому може знадобитися більший керуючий струм.